# Clovia minuta
Clovia minuta är en insektsart som beskrevs av Victor Lallemand 1920. Clovia minuta ingår i släktet Clovia och familjen spottstritar. Inga underarter finns listade i Catalogue of Life.